# Pablo Dyego
Pablo Dyego da Silva Rosa (ur. 8 marca 1994 w Rio de Janeiro) – brazylijski piłkarz występujący na pozycji napastnika w brazylijskim klubie Sport Recife. Wychowanek Fluminense, w trakcie swojej kariery grał także w takich zespołach, jak Djurgårdens IF, Legia Warszawa, Ottawa Fury, San Francisco Deltas oraz Atlético Goianiense.